# Kanato de Zungaria
El Kanato de Zungaria fue un kanato interiorasiático situado aproximadamente en lo que hoy es el este de Kazajistán y oeste de China, en la región de Zungaria, llegando por el sur hasta Kirguistán y por el norte hasta Siberia. Estuvo poblado por el pueblo nómada de origen mongol de los oirates. Su expansión se inició en 1678 con uno de sus líderes, Galdan, que recibiría el título de boshugtu kan del dalái lama. Después de su muerte en 1697 y de la de su sucesor, Tsewang Rabtan, en 1727, el kanato entró en decadencia, hasta que hacia 1758 fue anexionado al Imperio chino de la dinastía Qing.

## Historia

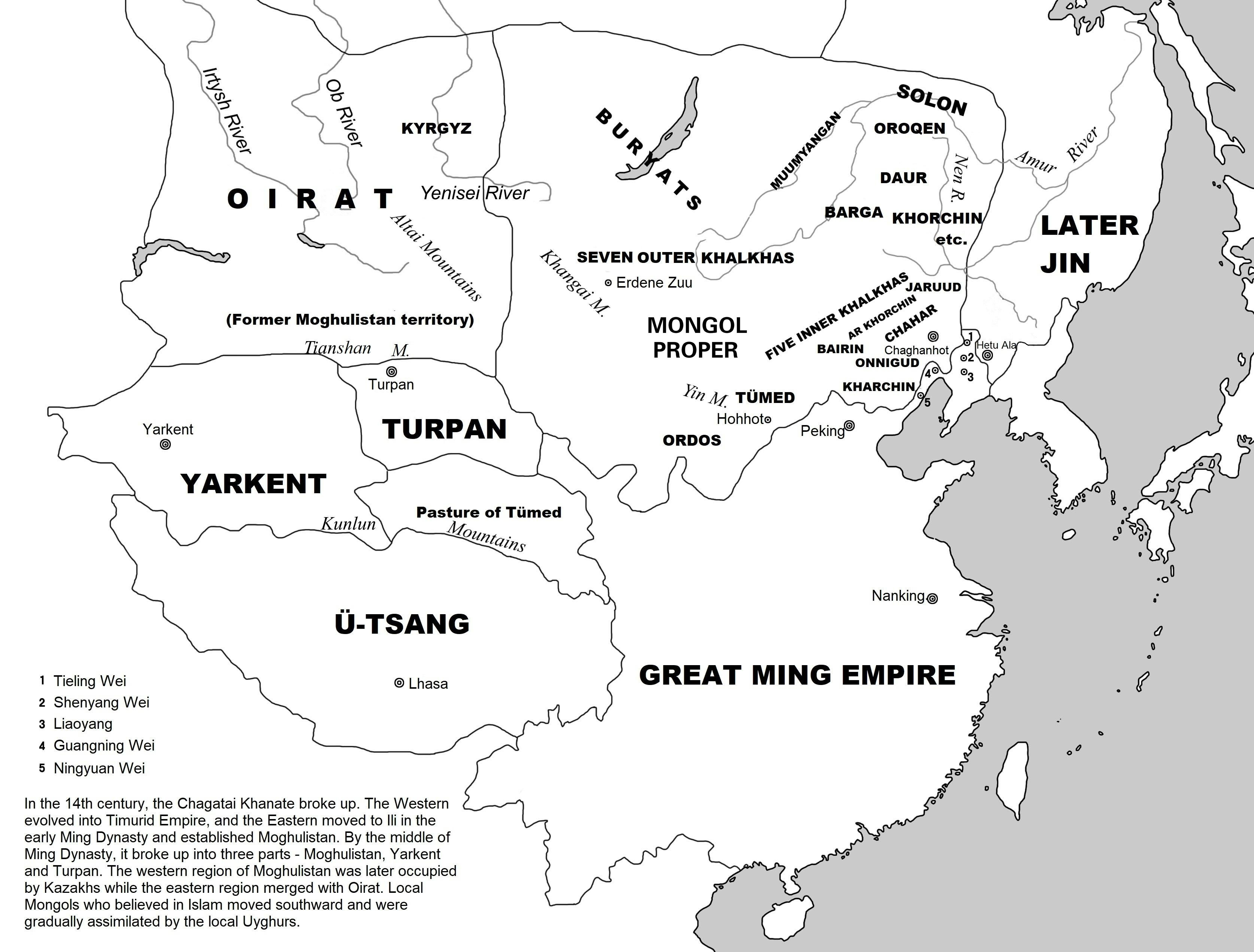
Los oirates en 1616

### Origen

Mongolia tras la derrota de Ligdan Khan.

Los oirates eran originarios del área de Tuvá a principios del siglo XIII. Su líder, Quduqa Bäki, se sometió a Gengis Kan en 1208 y su casa se casó con las cuatro ramas de la línea Genghisid. Durante la guerra civil Toluid, los cuatro oirates (Choros, Torghut, Dörbet y Khoid) se pusieron del lado de Ariq Böke y, por lo tanto, nunca aceptaron el gobierno de Kublaid. Después del colapso de la dinastía Yuan, los oirates apoyaron al Ariq Bökid Jorightu Khan Yesüder para apoderarse del Yuan del Norte.trono. Los oirates dominaron los Yuan khans del norte hasta la muerte de Esen Taishi en 1455, después de lo cual emigraron al oeste debido a la agresión mongola de Khalkha. En 1486, los oirates se vieron envueltos en una disputa sucesoria que le dio a Dayan Khan la oportunidad de atacarlos. En la segunda mitad del siglo XVI, los Oirats perdieron más territorio frente a los Tumed.
En 1620, los líderes de Choros y Torghut Oirats, Kharkhul y Mergen Temene, atacaron a Ubasi Khong Tayiji, el primer Altan Khan de Khalkha. Fueron derrotados y Kharkhul perdió a su esposa e hijos ante el enemigo. Una guerra total entre Ubasi y los oirates duró hasta 1623 cuando Ubasi fue asesinado. En 1625, estalló un conflicto entre el jefe de Khoshut, Chöükür, y su hermano uterino Baibaghas por cuestiones de herencia. Baibaghas murió en la pelea. Sin embargo, sus hermanos menores Güshi Khan y Köndölön Ubashi emprendieron la lucha y persiguieron a Chöükür desde el río Ishim hasta el río Tobol, atacando y matando a sus seguidores tribales en 1630. Las luchas internas entre los Oirats hicieron que el jefe de Torghut, Kho Orluk, emigrara hacia el oeste hasta que entraron en conflicto con la Horda Nogai, a la que destruyeron. Los Torghut fundaron el kanato calmuco, pero aún se mantuvieron en contacto con los oirates en el este. Cada vez que se convocaba una gran asamblea, enviaban representantes para asistir.
En 1632, la secta Sombrero Amarillo de Gelug en Qinghai estaba siendo reprimida por el jalja Choghtu Khong Tayiji, por lo que invitaron a Güshi Khan a venir y tratar con él. En 1636, Güshi dirigió a 10.000 Oirats en una invasión de Qinghai que resultó en la derrota de un ejército enemigo de 30.000 efectivos y la muerte de Choghtu. Luego ingresó al Tíbet central, donde recibió del quinto Dalái lama el título de Bstan-'dzin Choskyi Rgyal-po (el Rey del Dharma que defiende la religión). Luego reclamó el título de Khan, el primer mongol no genghisí en hacerlo, y convocó a los oirates para conquistar por completo el Tíbet, creando el Kanato Khoshut. Entre los involucrados estaba el hijo de Kharkhul, Erdeni Batur, a quien se le otorgó el título de Khong Tayiji, se casó con la hija del kan, Amin Dara, y lo enviaron de regreso para establecer el kanato de Dzungar en la parte superior del río Emil, al sur de las montañas Tarbagatai. Baatur volvió a Dzungaria con el título de Erdeni (otorgado por el Dalái lama ) y mucho botín. Durante su reinado realizó tres expediciones contra los kazajos. Los conflictos de los Dzungar se recuerdan en la balada kazaja Elim-ai. Los dzungar también fueron a la guerra contra los kirguís, los tayikos y los uzbekos cuando invadieron las profundidades de Asia Central hasta Yasi.(Turquestán) y Taskent en 1643.

### Disputa de sucesión (1653-1677)
En 1653, Sengge sucedió a su padre Batur, pero enfrentó la disidencia de sus medios hermanos. Con el apoyo de Ochirtu Khan de Khoshut, esta lucha terminó con la victoria de Sengge en 1661. En 1667 capturó a Erinchin Lobsang Tayiji, el tercer y último Altan Khan. Sin embargo, él mismo fue asesinado por sus medios hermanos Chechen Tayiji y Zotov en un golpe de Estado en 1670.
El hermano menor de Sengge, Galdan Boshugtu Khan, residía en el Tíbet en ese momento. Tras su nacimiento en 1644, fue reconocido como la reencarnación de un lama tibetano que había muerto el año anterior. En 1656 partió hacia el Tíbet, donde recibió educación de Lobsang Chökyi Gyaltsen, 4.º Panchen Lama y 5.º Dalái lama. Al enterarse de la muerte de su hermano, inmediatamente regresó del Tíbet y se vengó de Chechenia. Aliado con Ochirtu Sechen de Khoshut, Galdan derrotó a Chechen y expulsó a Zotov de Dzungaria. En 1671, el Dalái lama otorgó el título de Khan a Galdan. Los dos hijos de Sengge, Sonom Rabdan y Tsewang Rabtan, se rebelaron contra Galdan pero fueron derrotados. Aunque, ya se casó con Anu-Dara, nieta de Ochirtu, entró en conflicto con su abuelo político. Temiendo la popularidad de Galdan, Ochirtu apoyó a su tío y rival Choqur Ubashi, quien se negó a reconocer el título de Galdan. La victoria sobre Ochirtu en 1677 supuso el dominio de los Oirats por parte de Galdán. Al año siguiente, el Dalái lama le otorgó el título más alto de Boshoghtu (o Boshughtu) Khan.

### Conquista del kanato de Yarkent (1678-1680)
Desde finales del siglo XVI en adelante, el Kanato de Yarkent cayó bajo la influencia de los khojas. Los khojas eran sufíes naqshbandi que afirmaban descender del profeta Mahoma o de los primeros cuatro califas árabes. Por el reinado del sultán Said Khana principios del siglo XVI, los khojas ya tenían una fuerte influencia en la corte y sobre el kan. En 1533, un Khoja especialmente influyente llamado Makhdum-i Azam llegó a Kashgar, donde se estableció y tuvo dos hijos. Estos dos hijos se odiaban y transmitieron su odio mutuo a sus hijos. Los dos linajes llegaron a dominar gran parte del kanato, dividiéndolo en dos facciones: Aq Taghliq (Montaña Blanca) en Kashgar y Qara Taghliq (Montaña Negra) en Yarkand. Yulbars patrocinó a los Aq Taghliqs y suprimió a los Qara Taghliqs, lo que causó mucho resentimiento y resultó en su asesinato en 1670. Fue sucedido por su hijo, quien gobernó solo un breve período antes de Ismail Khan.fue entronizado. Ismail revirtió la lucha por el poder entre las dos facciones musulmanas y expulsó al líder de Aq Taghliq, Afaq Khoja . Afaq huyó al Tíbet , donde el quinto Dalái lama lo ayudó a obtener la ayuda de Galdan Boshugtu Khan.
En 1680, Galdan llevó 120.000 dzungar en el Yarkent Janato. Fueron ayudados por Aq Taghliqs y Hami y Turpan , que ya se habían sometido a los zúngaros. El hijo de Ismail, Babak Sultan, murió en la resistencia contra la batalla de Kashgar. El general Iwaz Beg murió en la defensa de Yarkand. Los Dzungar derrotaron a las fuerzas mogoles sin mucha dificultad y tomaron prisioneros a Ismail y su familia. Galdan instaló a Abd ar-Rashid Khan II, hijo de Babak, como títere kan.

### Primera guerra kazaja (1681-1685)
En 1681, Galdan invadió el norte de la montaña Tengeri y atacó el kanato kazajo, pero no logró tomar Sayram. En 1683, los ejércitos de Galdan al mando de Tsewang Rabtan tomaron Taskent y Sayram. Llegaron al Syr Darya y aplastaron a dos ejércitos kazajos. Después de eso, Galdan subyugó a los kirguises negros y devastó el valle de Fergana. Su general Rabtan tomó la ciudad de Taraz. A partir de 1685, las fuerzas de Galdan avanzaron agresivamente hacia el oeste, lo que obligó a los kazajos a avanzar cada vez más hacia el oeste. Los Dzungar establecieron dominio sobre los tártaros de Barabay extrajo yasaq (tributo) de ellos. Convertirse al cristianismo ortodoxo y convertirse en súbditos rusos fue una táctica de Baraba para encontrar una excusa para no pagar yasaq a los zúngaros.

### Guerra de Khalkha (1687-1688)
Los oirates habían establecido la paz con los mongoles de Khalkha desde que Ligdan Khan murió en 1634 y los Khalkhas estaban preocupados por el ascenso de la dinastía Qing. Sin embargo, cuando Jasaghtu Khan Shira perdió parte de sus súbditos ante Tüsheet Khan Chikhundorj, Galdan trasladó su horda cerca de las montañas de Altái para preparar un ataque. Chikhundorj atacó el ala derecha de Khalkhas y mató a Shira en 1687. En 1688, Galdan envió tropas bajo el mando de su hermano menor Dorji-jav contra Chikhundorj, pero finalmente fueron derrotados. Dorji-jav murió en la batalla. Chikhundorj luego asesinó a Degdeehei Mergen Ahai del Jasaghtu Khan que se dirigía a Galdan. Para vengar la muerte de su hermano, Galdan estableció relaciones amistosas con los rusos que ya estaban en guerra con Chikhundorj por los territorios cercanos al lago Baikal. Armado con armas de fuego rusas, Galdan condujo a 30.000 soldados de Dzungar a Khalkha Mongolia en 1688 y derrotó a Chikhundorj en tres días. Los cosacos siberianos Mientras tanto, atacó y derrotó a un ejército de Khalkha de 10.000 cerca del lago Baikal. Después de dos sangrientas batallas con los Dzungar cerca del Monasterio Erdene Zuu y Tomor, Chakhundorji y su hermano Jebtsundamba Khutuktu Zanabazar huyeron a través del desierto de Gobi a la dinastía Qing y se sometieron al emperador Kangxi.

### Primera guerra Qing (1690-1696)
A fines del verano de 1690, Galdan cruzó el río Kherlen con una fuerza de 20.000 y se enfrentó a un ejército Qing en la batalla de Ulan Butung, a 350 kilómetros al norte de Beijing, cerca de la cabecera occidental del río Liao. Galdan se vio obligado a retirarse y escapó de la destrucción total porque el ejército Qing no tenía los suministros ni la capacidad para perseguirlo. En 1696, el emperador Kangxi condujo 100.000 soldados a Mongolia. Galdan huyó del Kherlen solo para ser atrapado por otro ejército Qing que atacaba desde el oeste. Fue derrotado en la subsiguiente batalla de Jao Modo cerca de la parte superior del río Tuul . La esposa de Galdán, Anu, fue asesinado y el ejército Qing capturó 20.000 cabezas de ganado y 40.000 ovejas. Galdan huyó con un pequeño puñado de seguidores. En 1697 murió en las montañas de Altái cerca de Jovd el 4 de abril. De vuelta en Dzungaria, su sobrino Tsewang Rabtan , que se había rebelado en 1689, ya tenía el control en 1691.

### Rebelión de Chagatai (1693-1705)
Galdan instaló a Abd ar-Rashid Khan II, hijo de Babak, como un kan títere en el Kanato de Yarkand. El nuevo kan obligó a Afaq Khoja a huir nuevamente, pero el reinado de Abd ar-Rashid también terminó sin ceremonias dos años después cuando estallaron disturbios en Yarkand. Fue reemplazado por su hermano Muhammad Imin Khan. Mahoma buscó la ayuda de la dinastía Qing, el Kanato de Bujará y el Imperio mogol en la lucha contra los zúngaros. En 1693, Mahoma llevó a cabo un exitoso ataque contra el kanato de Dzungar, tomando 30.000 cautivos. Desafortunadamente, Afaq Khoja apareció de nuevo y derrocó a Mahoma en una revuelta encabezada por sus seguidores. El hijo de Afaq, Yahiya Khoja, fue entronizado, pero su reinado se vio interrumpido en 1695 cuando tanto él como su padre fueron asesinados mientras reprimían las rebeliones locales. En 1696, Akbash Khan fue colocado en el trono, pero los suplicantes de Kashgar se negaron a reconocerlo y, en cambio, se aliaron con los kirguises para atacar a Yarkand, tomando prisionero a Akbash. Las peticiones de Yarkand fueron a los zúngaros, quienes enviaron tropas y expulsaron a los kirguises en 1705. Los zúngaros instalaron un gobernante no chagatayido, Mirza Alim Shah Beg, poniendo así fin al gobierno de Chagatai khans para siempre. Abdullah Tarkhan Beg de Hami también se rebeló en 1696 y desertó a la dinastía Qing. En 1698, las tropas Qing estaban estacionadas en Hami.

### Segunda guerra kazaja (1698)
En 1698, el sucesor de Galdan, Tsewang Rabtan, llegó al lago Tengiz y Turkestán, y los dzungar controlaron Zhei-Su y Taskent hasta 1745. La guerra de los dzungar contra los kazajos los empujó a buscar ayuda de Rusia.

### Segunda guerra Qing (1718-1720)
El hermano de Tsewang Rabtan, Tseren Dondup, invadió el kanato de Khoshut en 1717, depuso a Yeshe Gyatso, mató a Lha-bzang Khan y saqueó Lhasa. El emperador Kangxi tomó represalias en 1718, pero su expedición militar fue aniquilada por los dzungar en la batalla del río Salween, no lejos de Lhasa. Una segunda y mayor expedición enviada por Kangxi expulsó a los dzungar del Tíbet en 1720. Trajeron a Kälzang Gyatso con ellos de Kumbum a Lhasa y lo instalaron como el 7.º Dalái lama en 1721. El pueblo de Turpany Pichan aprovechó la situación para rebelarse bajo el mando de un jefe local, Amin Khoja, y desertó a la dinastía Qing.

### Galdan Tseren (1727-1745)
Tsewang Rabtan murió repentinamente en 1727 y fue sucedido por su hijo Galdan Tseren. Galdan Tseren expulsó a su medio hermano Lobszangshunu. Continuó la guerra contra los kazajos y los mongoles de Kalkha. En represalia contra los ataques contra sus súbditos de Khalkha, el emperador Yongzheng de la dinastía Qing envió una fuerza de invasión de 10.000 hombres, que los Dzungar derrotaron cerca del lago Khoton. Sin embargo, al año siguiente, los zúngaros sufrieron una derrota contra los Khalkhas cerca del Monasterio Erdene Zuu. En 1731, los Dzungar atacaron Turpan, que anteriormente se había pasado a la dinastía Qing. Amin Khoja condujo a la gente de Turpan en una retirada a Gansu, donde se establecieron en Guazhou. En 1739, Galdan Tseren acordó el límite entre el territorio de Khalkha y Dzungar.

### Colapso (1745–1755)

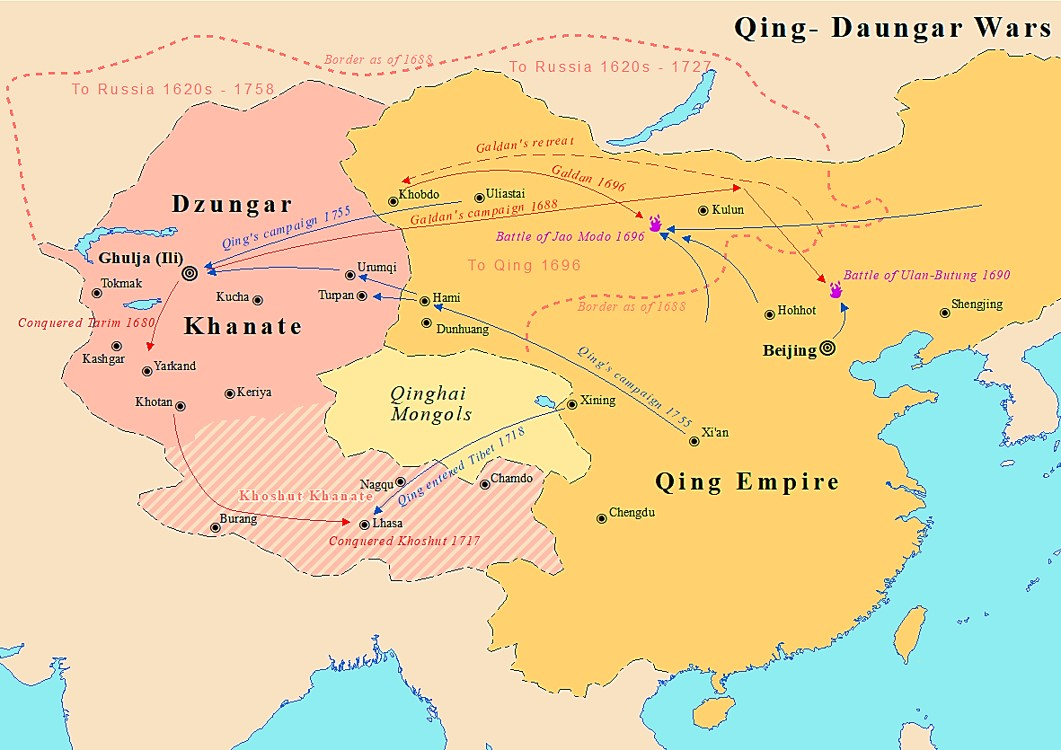
Guerras zúngaro-Qing de 1688 a 1757

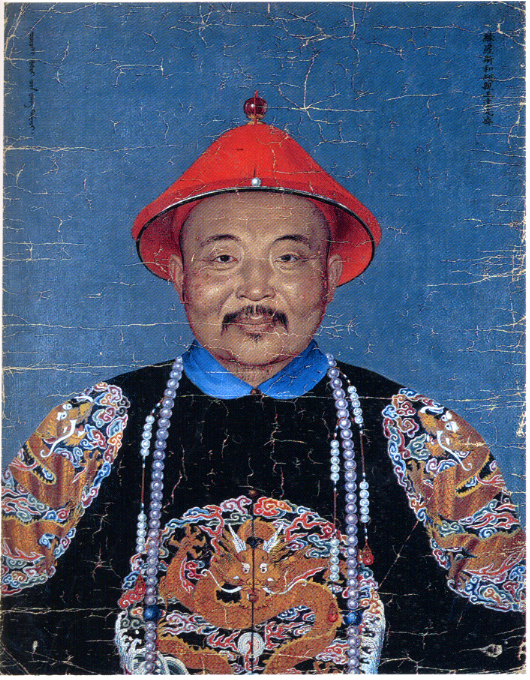
El último kan zúngaro Dawachi con túnicas Qing después de su derrota

Galdan Tseren murió en 1745, lo que provocó una rebelión generalizada en la cuenca del Tarim y comenzó una disputa por la sucesión entre sus hijos. En 1749, el hijo de Galden Tseren, Lama Dorji, arrebató el trono a su hermano menor, Tsewang Dorji Namjal . Fue derrocado por su primo Dawachi y la Khoid noble Amursana , pero ellos también luchó por el control de la khanate. Como resultado de su disputa, en 1753, tres de los parientes de Dawachi que gobernaban Dörbet y Bayad desertaron a Qing y emigraron al territorio de Khalkha. Al año siguiente, Amursana también desertó. En 1754, Yusuf, gobernante de Kashgar, se rebeló y convirtió por la fuerza a los Dzungar que vivían allí al Islam. Su hermano mayor, Jahan Khoja de Yarkand, también se rebeló pero fue capturado por los Dzungar debido a la traición de Ayyub Khoja de Aksu. El hijo de Jahan, Sadiq, reunió a 7.000 hombres en Jotán y atacó a Aksu en represalia. En la primavera de 1755, el emperador Qianlong envió un ejército de 50.000 hombres contra Dawachi. Casi no encontraron resistencia y destruyeron el kanato de Dzungar en el lapso de 100 días.
Dawachi huyó a las montañas al norte de Aksu pero fue capturado por Khojis, el beg de Uchturpan , y entregado a los Qing.